# Gabriel de Bourbon
Gabriel de Bourbon (Portici, 12 de maio de 1752 — San Lorenzo de El Escorial, 23 de novembro de 1788) foi um infante da Espanha, filho de Carlos III.

## Biografia
Nascido Gabriel Antônio Francisco Xavier João Nepomuceno José Serafim Pascoal Salvador, era o mais inteligente e trabalhador dos filhos de Carlos III, homem de vastíssima cultura, notório como tradutor de Salústio e verdadeiro mecenas iluminista. Teve como professor de música o padre Antônio Soler, que compôs várias sonatas de cravo para seu avantajado discípulo e realizou concertos a duo com ele na Basílica de El Escorial.
Em 1771, Gabriel encarregou Juan de Villanueva da construção da chamada Casita del Infante, erguida ao sul do Mosteiro e Sítio do Escorial.
Desposou a infanta D. Mariana Vitória Josefa de Bragança, por procuração em Lisboa, no dia 12 de abril de 1785, e pessoalmente em Aranjuez, no dia 23 de maio daquele ano. Eles tiveram três filhos:
- Pedro Carlos (18 de junho de 1786 - 4 de julho de 1812)
- Maria Carlota (4 de novembro - 11 de novembro de 1787)
- Carlos José Antônio (28 de outubro - 9 de novembro de 1788)